# 間質性膀胱炎
間質性膀胱炎（かんしつせいぼうこうえん）は、血行障害や自己免疫障害による、膀胱機能障害の病気である。

## 診断基準
必須項目
1. 点状出血またはハンナー潰瘍の存在
2. 膀胱部痛または尿意切迫時に伴う痛み

除外項目
1. 膀胱容量350ml以上
2. 膀胱容量が150mlに達するまでに尿意がないもの
3. 不安定膀胱
4. 症状が9ヶ月未満
5. 夜間頻尿の欠如
6. 抗生剤、抗コリン剤、消炎鎮痛剤にて症状が消失するもの
7. 排尿回数が8回未満（1日）
8. 3ヶ月以内に細菌性膀胱炎または細菌性前立腺炎に罹患
9. 下部尿路結石
10. 活動性の性器ヘルペス
11. 子宮、子宮頚部、膣、尿道の悪性腫瘍
12. 尿道憩室
13. 薬剤性膀胱炎
14. 結核性膀胱炎
15. 放射線性膀胱炎
16. 膀胱腫瘍
17. 膣炎
18. 年齢が18歳未満

## 治療
水圧拡張法
萎縮した膀胱を水圧で拡張する方法です。麻酔をして行います。治療の中心であり、診断にも有用です。
電気刺激療法
経皮的電気神経刺激(TENS)は、皮膚を通して低電流で刺激を与え、膀胱への神経を刺激するものです。 経皮電気的神経刺激は、膀胱への血流の増加、膀胱をコントロールする下腹部の筋肉の強化、そして痛みをブロックする物質の放出を誘発するなどのことにより症状を緩和します。

## 検査
細かい診断基準から間質性膀胱炎を確定診断するため、下記の検査が必要になる。
1. 尿検査
2. エコー検査
3. 尿流量測定ウロフロメトリー検査
4. 排尿日記検査
5. 水圧膀胱鏡検査